# Батигін Костянтин Юрійович
Костянтин Юрійович Батигін (англ. Konstantin Batygin, 1986, Москва) — американський астроном російського походження, викладач  планетології в  Каліфорнійському технологічному інституті. Автор гіпотези (разом з  Майклом Брауном) про дев'яту планету Сонячної системи. Присутній у списку журналу  Forbes  2015 роки «30 вчених, що змінили світ, молодше 30 років».

## Інтернет-ресурси
- Батигін Костянтин Юрійович у соцмережі «Твіттер»
- Curriculum Vitae, caltech.edu